# Manuel da Silveira Pinto da Fonseca Teixeira
Pour les articles homonymes, voir Fonseca et Teixeira.
Manuel da Silveira Pinto da Fonseca Teixeira, marquis de Chaves et comte d’Amarante, est général portugais, né à Vila Real, mort à Lisbonne en 1830. 
Il fit la guerre d'indépendance, de 1809 à 1814.  Il se rendit ensuite célèbre par l’énergie avec laquelle il combattit le parti révolutionnaire en 1823, pour soustraire Ferdinand VII à l’influence des cortès. 
Tenant du miguelisme, il mit la même ardeur à défendre l’absolutisme de Jean VI en Portugal, et l’avènement de dom Miguel; mais il n'eut pas la satisfaction de voir triompher la cause à laquelle il s’était sacrifié ; il fut atteint d’aliénation mentale un moment où une insurrection plaçait dom Miguel sur le trône.

## Source
« Manuel da Silveira Pinto da Fonseca Teixeira », dans Pierre Larousse, Grand dictionnaire universel du XIXe siècle, Paris, Administration du grand dictionnaire universel, 15 vol., 1863-1890 [détail des éditions].